# Rodolfo Marán
Rodolfo Marán (Montevideo, 24 maggio 1897 – Durazno, 1983) è stato un calciatore uruguaiano, di ruolo attaccante.

## Caratteristiche tecniche
Giocava come ala sinistra. Calciatore valente e dotato d'intelligenza tattica, era anche in possesso di discrete doti atletiche.

## Carriera

### Club
Marán iniziò a giocare a calcio nell'Universal, club della città di Montevideo: nel 1917 si trasferì al Nacional, rimanendo dunque nella capitale, per sua espressa volontà. Rimase con la società fino al 1926, vincendo 6 titoli nazionali e superando quota 200 partite in massima serie.

### Nazionale
Debuttò in Nazionale il 14 luglio 1916, durante l'incontro tra Uruguay e Cile. Fu poi convocato per il Campeonato Sudamericano de Football 1916, prima edizione assoluta del torneo, e giocò la gara con l'Argentina del 17 luglio. Concluse l'anno solare con due partite con l'Argentina (15 agosto, Copa Lipton; 1º ottobre, Trofeo Circular). Nel 1917 giocò il Gran Premio de Honor Uruguayo e la Copa Lipton contro l'Argentina e un incontro di beneficenza con il Brasile; pur essendo stato convocato per il Sudamericano, non scese mai in campo. Nel 1919 tornò in Nazionale, disputando due partite nel Campeonato Sudamericano, entrambe contro il Brasile; una di esse era lo spareggio per definire il vincitore del torneo. Nel 1922 fu chiamato nuovamente, dopo 3 anni d'assenza dalla Celeste: giocò il Sudamericano e la Copa Lipton. Nel 1923 chiuse la sua carriera in Nazionale con l'incontro del 15 luglio con l'Argentina (valido per la Copa Ministro de Relaciones Exteriores).

## Palmarès

### Club

#### Competizioni nazionali
- Campionato uruguaiano: 6

Club Nacional de Football: 1917, 1919, 1920, 1922, 1923, 1924

### Nazionale
- Campeonato Sudamericano de Football: 2

Argentina 1916, Uruguay 1917